# 云南香橼
云南香橼（学名：Citrus medica var. yunnanensis、橼：注音：ㄩㄢˊ，漢語拼音：yuán）为芸香科柑橘属下的一个变种。